# Chris Brady
Chris Brady, né le 3 mars 2004 à Naperville, dans l'Illinois aux États-Unis, est un joueur américain de soccer qui joue au poste de gardien de but au Fire de Chicago en MLS.

## Biographie

### En club
Né à Naperville, dans l'Illinois aux États-Unis, Chris Brady est formé par le Fire de Chicago. Il signe son premier contrat professionnel avec le club de Chicago le 24 mars 2020, à l'âge de seize ans.
Le 24 juillet 2020, Brady est prêté au Forward Madison FC, en même temps que deux de ses coéquipiers. Il est élu meilleur jeune joueur de la USL League One en 2020.
Le Club Bruges KV s'intéresse à Brady durant l'hiver 2022, ayant déjà fait une offre en novembre 2021 pour le joueur, repoussée par le Fire de Chicago. Brady poursuit l'aventure avec son club formateur, signant le 16 mai 2022 un nouveau contrat courant jusqu'en 2026 avec une année en option.
Pour la saison 2023, Brady est amené à être titulaire dans les buts du Fire de Chicago, profitant du départ de Gabriel Slonina à Chelsea FC. Il est en concurrence avec Spencer Richey (en) et Jeffrey Gal (en).

### En sélection
Chris Brady est sélectionné avec l'équipe des États-Unis des moins de 20 ans pour participer au championnat de la CONCACAF des moins de 20 ans en 2022. Lors de cette compétition il joue six matchs, tous en tant que titulaire. Son équipe se hisse jusqu'en finale où elle affronte la République dominicaine, contre laquelle elle s'impose par six buts à zéro. Les États-Unis remportent ainsi un troisième titre consécutif dans cette compétition. Pour avoir gardé ses cages inviolées à cinq reprises et réalisé vingt arrêts, Brady est nommé dans l'équipe type du tournoi et élu meilleur gardien,.
Brady joue plusieurs matchs avec l'équipe des États-Unis des moins de 23 ans en vue de préparer les Jeux olympiques d'été de 2024.

## Palmarès
États-Unis -20 ans
- Championnat de la CONCACAF des moins de 20 ans
  - Vainqueur : 2022